# Guaporé
Guaporé (por. Río Guaporé, špa. Río Iténez)  je brazilska rijeka duga 1749 km, najveći pritok rijeke Mamoré.

## Zemljopisne karakteristike
Guaporé izvire na obroncima masiva Serra dos Parecis u brazilskoj državi Mato Grosso, odatle zaokreće prema jugu, a zatim prema sjeverozapadu prema gradu Vila Bela da Santíssima Trindade.
Nakon što primi pritoku Rio Verde, i dalje teče prema sjeverozapadu uz velike meandre i tako najvećim dijelom svog toka stvara granicu između Bolivije i Brazila, sve do svog ušća u rijeku Mamoré iznad grada Guajará-Mirim.
Za razliku od muljevitih, smeđih voda Mamoréa, Guaporé ima neobično čistu i bistru vodu, ta razlika se vidi čak i nakon nekoliko kilometara nizvodno od ušća.
Tijekom povijesti, rijeka je bila poprište brojnih pograničnih sukoba između Španjolaca i Portugalaca, kao i njihove zajedničke borbe protiv neprijateljski nastrojenih Indijanaca. Na te dane podsjeća utvrda - Forte Príncipe da Beira, izgrađena pored ušća Guaporéa u Mamoré, krajem 18. stoljeća.
Guaporé teče kroz tropsku prašumu, rijetko naseljen kraj, uz njegove obale još živi nekoliko plemena autoktonih Indijanaca i malobrojnih mestika.
Guaporé ima slijev površine oko 266 460 km² i prosječni istjek od 1 530 m3/s na svom ušću u Mamoré. Plovan je čitavom svojom dužinom, i to kroz cijelu godinu.

## Vanjske poveznice
|  | Zajednički poslužitelj ima još gradiva o temi Guaporé |

- Guaporé River na portalu Encyclopædia Britannica (engl.)